# 藥師堂站 (宮城縣)
藥師堂站（日语：／ Yakushidō eki */?）是位於日本宮城縣仙台市若林區，屬於仙台市地下鐵東西線的鐵路車站。車站編號是T10。本站在2020年3月31日前的副站名是「聖和學園前」。

## 車站結構
位於都市計劃道路狐小路尼寺線下方。月台位於地下2樓。

### 月台配置
| 月台 | 路線     | 目的地                   |
| ---- | -------- | ------------------------ |
| 1    | ■ 東西線 | 荒井方向                 |
| 2    | ■ 東西線 | 仙台、八木山動物公園方向 |

## 歷史
- 2007年（平成19年）：着工。
- 2015年（平成27年）12月6日：開業。

## 使用情況
| 上車人次推移 | 上車人次推移     |
| 年度         | 一日平均上車人次 |
| ------------ | ---------------- |
| 2015         | 3,941            |
| 2016         | 4,603            |
| 2017         | 5,225            |

- 2017年度（平成29年度）
  - 1日平均上車人數：5,225人[2]

一日平均上車人次（單位：人/日）

## 相鄰車站
仙台市地下鐵
■ 東西線
連坊（T09）－藥師堂（T10）－卸町（T11）

## 外部連結
- 仙台市交通局 東西線** 薬師堂駅 建設概要
  - 薬師堂駅 デザイン
  - 薬師堂工区 建設工事の進捗状況
  - （页面存档备份，存于）